# 小行星2554
小行星2554（2554 Skiff）是一颗围绕太阳公转的小行星。1980年7月17日，愛德華·鮑威爾在可可尼诺县发现了此天体。
該小行星以美國天文學家布萊恩·A·史基夫命名。
这颗小行星的绝对星等为333.9802023047811等。